# Pachygone
Pachygone es un género con 34 especies de plantas de flores perteneciente a la familia Menispermaceae. Se puede encontrar desde el sudeste de Asia hasta Australia y Polinesia.

## Especies seleccionadas
- Pachygone adversa
- Pachygone axilliflorum
- Pachygone brachystachys
- Pachygone columbica
- Pachygone concinna
- Pachygone cubensis